# Google Stadia
Google Stadia – działająca w latach 2019–2023 internetowa usługa gry w chmurze zaprojektowana i zarządzana przez firmę Google jako usługa zapewniająca strumieniowanie gier komputerowych, pierwotnie znana pod nazwą Project Stream. Publiczny dostęp do usługi pojawił się 19 listopada 2019 jako płatna usługa, a 8 kwietnia 2020 stała się darmową i dostępną dla wybranych 14 krajów.
Dostęp do usługi jest możliwy poprzez oprogramowanie oraz sprzęt takie jak przeglądarka Google Chrome w wersji na komputery osobiste, smartfony Google Pixel, Samsung, OnePlus, Razer, Asus, a także przez tablety z oprogramowaniem Chrome OS oraz urządzenia Chromecast w wersji Ultra. Oferowany strumień z rozgrywki może osiągać rozdzielczość do 4K wraz z częstotliwością odświeżania do 60 klatek na sekundę i możliwością renderowania z użyciem techniki HDR.
Usługa została zbudowana na systemie operacyjnym z rodziny Linux z użyciem multiplatformowego graficznego API Vulkan.
29 września 2022 zespół odpowiedzialny za usługę poinformował, że zostanie ona zamknięta 18 stycznia 2023. Obiecał także, że zwróci pieniądze za zakupione gry użytkownikom usługi.

## Funkcje
Stadia, jako platforma umożliwiająca granie w chmurze, nie wymagała dodatkowego sprzętu ani oprogramowania, z wyjątkiem dostępu do Internetu oraz przeglądarki Google Chrome, zapewniając dostęp do centrów danych usługodawcy rozmieszczonych na całym świecie. Dodatkowo była kompatybilna z serwisem YouTube (witryną zakupioną i rozwijaną przez usługodawcę), umożliwiając bezpośrednie strumieniowanie nagrania z rozgrywki w serwisie.
Usługa była dostępna w dwóch modelach płatności: bezpłatnej (z ograniczeniem rozdzielczości strumieniowania gier do rozdzielczości 1080p) oraz abonamentowej, zapewniając dostęp do wybranych gier przez czas opłaconej subskrypcji oraz zniżek na wybrane gry. Ponadto zapewniała dostęp do abonamentowych usług zewnętrznych wydawców gier, np. Uplay Plus.
Do zapewnienia komfortowej rozgrywki na platformie Stadia usługodawca określał poniższe przepustowości łącza internetowego jako minimalne wymagania:
| Wymagana przepustowość łącza | Jakość obrazu         | Jakość dźwięku           |
| ---------------------------- | --------------------- | ------------------------ |
| 10 Mb/s                      | 720p, 60 klatek/s     | stereo                   |
| 20 Mb/s                      | 1080p + HDR, 60 kl./s | wielokanałowy dźwięk 5.1 |
| 35 Mb/s                      | 4K + HDR, 60 kl./s    | wielokanałowy dźwięk 5.1 |

## Sprzęt

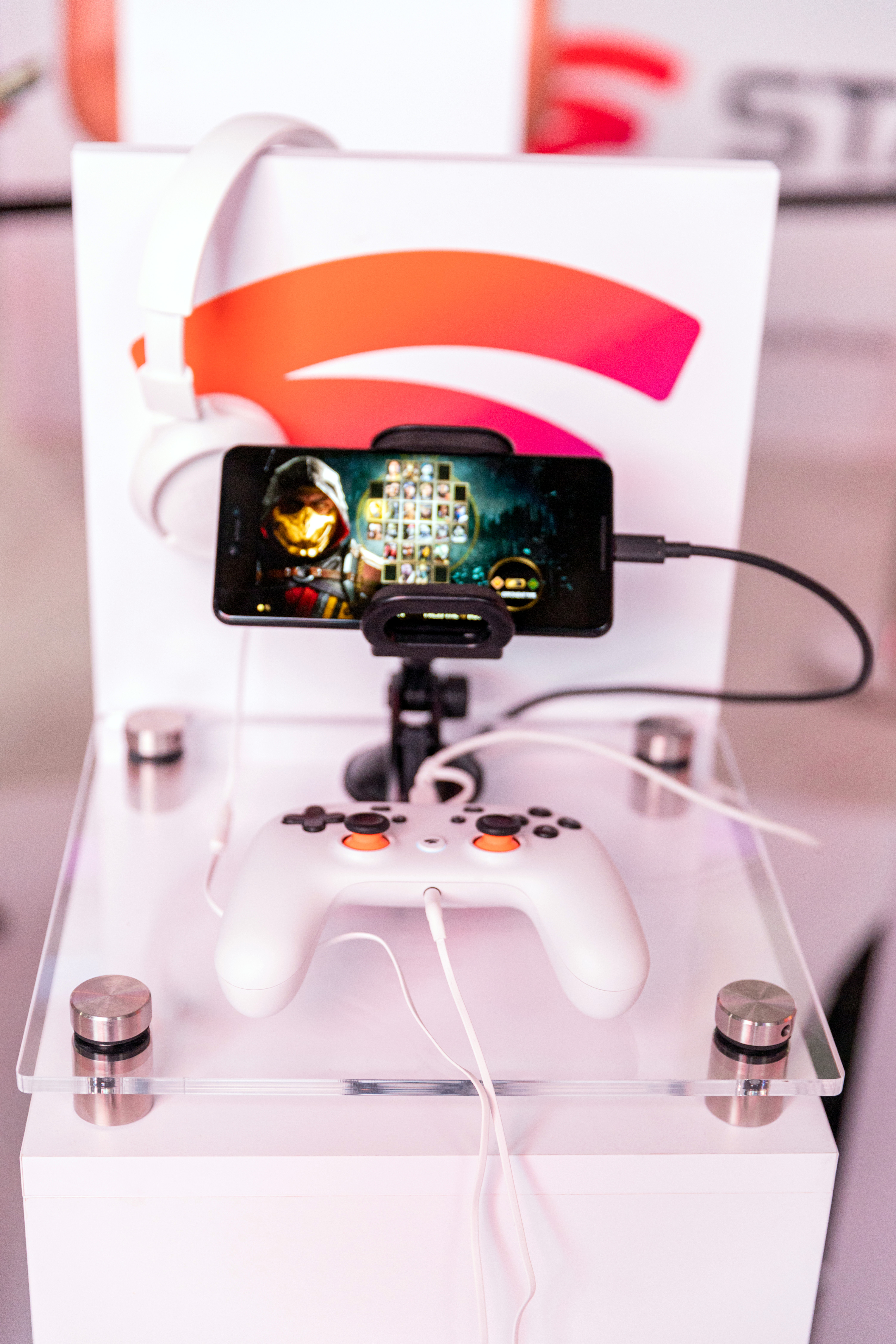
Smartfon ze strumieniowaną grą Mortal Kombat 11 wraz z gamepadem Stadia Controller

Przedsiębiorstwo Google w związku z udostępnieniem swojej usługi wydało gamepad Stadia Controller.

## Dostępne gry
Użytkownicy by móc zagrać w gry dostępne przez usługę, musieli je kupić w sklepie usługi, lub wykupić abonament Pro, który rozszerzał ich bibliotekę o wybrane tytuły, w które mogli grać za darmo przez czas trwania zakupionej subskrybcji.
Na 2020 rok twórca usługi zapowiedział zawarcie w usłudze dostęp do przynajmniej 120 gier, w tym przynajmniej 10 tytułów ekskluzywnych dla platformy przez określony czas.

## Dostępność
Usługa wystartowała w listopadzie 2019 roku. Według danych ze stycznia 2021 Google Stadia była dostępna w następujących państwach:  Austria, Belgia, Dania, Czechy, Finlandia, Francja, Hiszpania, Holandia, Irlandia, Kanada, Niemcy, Norwegia, Polska, Portugalia, Rumunia, Słowacja, Stany Zjednoczone, Szwajcaria, Szwecja, Węgry, Wielka Brytania oraz Włochy.